# جودي تشارتراند
جودي تشارتراند هي صانعة الفخار كندية، ولدت في 1959.